# ピューリッツァー賞 伝記部門
ピューリッツァー賞 伝記部門（ピューリッツァーしょう でんきぶもん）は、ピューリッツァー賞の部門の一つ。優れた自伝もしくは伝記に贈られる。

## 受賞リスト

### 1910年代
- 1917年　ローラ・E・リチャーズ、モード・ハウ・エリオット著 Julia Ward Howe
社会運動家ジュリア・ワード・ホーウの伝記
- 1918年　ウィリアム・キャベル・ブルース著 Benjamin Franklin, Self-Revealed
ベンジャミン・フランクリンの伝記
- 1919年　ヘンリー・アダムス『ヘンリー・アダムズの教育』（八潮出版社）

### 1920年代
- 1920年　アルバート・J・ベヴェリッジ著 The Life of John Marshall, 4 vols
アメリカの政治家ジョン・マーシャルの伝記
- 1921年　エドワード・ボック著『大成の彼方―エドワード・ボック伝』（学而会出版部）
- 1922年　ハムリン・ガーランド著 A Daughter of the Middle Border（自伝）
- 1923年　バートン・J・ヘンドリック著 The Life and Letters of Walter H. Page
ジャーナリスト、ウォルター・ヘインズ・ペイジ（英語版）の伝記
- 1924年　ミカエル・ピューピン著『ミカエル・ピューピン自伝―ある発明家の生涯』（東海大学出版会）
- 1925年　M・A・デウォルフ・ハウ著 Barrett Wendell and His Letters
- 1926年　ハーヴェイ・ウィリアムス・クッシング著 The Life of Sir William Osler, 2 vols
医学者ウイリアム・オスラーの伝記
- 1927年　エモリー・ホロウェイ著 Whitman
詩人ウォルト・ホイットマンの伝記
- 1928年　チャールズ・エドワード・ラッセル著 American Orchestra And Theodore Thomas, The Music Book Index
音楽家・指揮者のセオドア・トマスの伝記
- 1929年　バートン・J・ヘンドリック著 The Training of an American: The Earlier Life and Letters of Walter H. Page, 1855-1913
ジャーナリスト、ウォルター・ヘインズ・ペイジの伝記

### 1930年代
- 1930年　マーキス・ジェームズ著 The Raven
アメリカの政治家サミュエル・ヒューストンの伝記
- 1931年　ヘンリー・ジェイムズ(en:Henry James (biographer))著 Charles W. Eliot, President of Harvard University, 1869-1909
ハーヴァード大学の学長であったチャールズ・W・エリオットの伝記
- 1932年　ヘンリー・F・プリングル著 Henry F. Pringle（自伝）
- 1933年　アラン・ネヴィンズ著 Grover Cleveland
第22代・24代アメリカ合衆国大統領グロバー・クリーブランドの伝記
- 1934年　テイラー・デネット著 John Hay
アメリカ合衆国国務長官ジョン・ヘイの伝記
- 1935年　ダグラス・S・フリーマン著 R. E. Lee
アメリカの軍人ロバート・E・リーの伝記
- 1936年　ラルフ・バートン・ペリー著 The Thought and Character of William James
哲学者ウィリアム・ジェームズの伝記
- 1937年　アラン・ネヴィンズ著 Hamilton Fish

アメリカの政治家ハミルトン・フィッシュの伝記
- 1938年　
  - マーキス・ジェームズ著 Andrew Jackson, 2 vols
    - 第7代アメリカ合衆国大統領アンドリュー・ジャクソンの伝記

  - オーデル・シェパード著 Pedlar's Progress
    - 作家アモス・ブロンソン・アルコットの伝記
- 1939年　カール・ヴァン・ドーレン著 Benjamin Franklin
ベンジャミン・フランクリンの伝記

### 1940年代
- 1940年　レイ・スタナード・ベーカー著 Woodrow Wilson, Life and Letters. Vols. VII and VIII
第28代アメリカ合衆国大統領ウッドロウ・ウィルソンの伝記
- 1941年　オラ・エリザベス・ウィンスロー著 Jonathan Edward
- 1942年　フォレスト・ウィルソン著 Crusader in Crinoline
「アンクルトムの小屋」を書いた作家ハリエット・ビーチャー・ストウの伝記
- 1943年　サミュエル・エリオット・モリソン著 Admiral of the Ocean Sea: A life of Christopher Columbus
クリストファー・コロンブスの伝記
- 1944年　チャールトン・マビー著 The American Leonardo: The Life of Samuel F B. Morse
発明家サミュエル・モールスの伝記
- 1945年　ラッセル・ブライン・ナイ著 George Bancroft: Brahmin Rebel
アメリカの歴史家ジョージ・バンクロフトの伝記
- 1946年　リニー・マーシュ・ウォルフ著 Son of the Wilderness
自然保護活動家ジョン・ミューアの伝記
- 1947年　ウィリアム・アラン・ホワイト著 The Autobiography of William Allen White
新聞編集者ウィリアム・アラン・ホワイトの自伝
- 1948年　マーガレット・クラップ著 Forgotten First Citizen: John Bigelow
法律家ジョン・ビグロウの伝記
- 1949年　ロバート・E・シャーウッド著 Roosevelt and Hopkins
フランクリン・ルーズベルトとその側近ハリー・ホプキンスの伝記

### 1950年代
- 1950年　サミュエル・フラグ・ベミス著 John Quincy Adams and the Foundations of American Foreign Policy
第6代アメリカ大統領ジョン・クィンシー・アダムズの伝記
- 1951年　マーガレット・ルイーズ・コイト著 John C. Calhoun: American Portrait
アメリカ合衆国の政治家ジョン・カルフーンの伝記
- 1952年　メルロ・J・ピュージー著 Charles Evans Hughes
アメリカ合衆国の政治家チャールズ・エヴァンズ・ヒューズの伝記
- 1953年　デイヴィッド・J・メイズ著 Edmund Pendleton 1721-1803
弁護士・政治家のエドムンド・ペンドルトンの伝記
- 1954年　チャールズ・A・リンドバーグ著『翼よあれがパリの灯だ―大西洋横断飛行の回想』（出版共同社）
- 1955年　ウィリアム・S・ホワイト著 The Taft Story
アメリカの政治家ロバート・タフトの伝記
- 1956年　タルボット・フォークナー・ハムリン著 Benjamin Henry Latrobe
アメリカ合衆国議会議事堂を造った建築家ベンジャミン・ラトローブの伝記
- 1957年　ジョン・F・ケネディ著『勇気ある人々―良心と責任に生きた八人の政治家』（日本外政学会）
- 1958年　ダグラス・サウスオール・フリーマン著 George Washington
初代アメリカ合衆国大統領ジョージ・ワシントンの伝記
- 1959年　アーサー・ウォルワース著 Woodrow Wilson, American Prophet
ウッドロウ・ウィルソンの伝記

### 1960年代
- 1960年　サミュエル・エリオット・モリソン著 John Paul Jones
海軍軍人ジョン・ポール・ジョーンズの伝記
- 1961年　デヴィッド・ハーバート・ドナルド著 Charles Sumner and the Coming of the Civil War
政治家チャールズ・サムナーの伝記
- 1962年　受賞作なし
- 1963年　レオン・イーデル著 Henry James
作家ヘンリー・ジェイムズの伝記
- 1964年　ウォルター・ジャクソン・ベイツ著 John Keats
詩人ジョン・キーツの伝記
- 1965年　アーネスト・サミュエルズ著 Henry Adams
歴史家ヘンリー・アダムスの伝記
- 1966年　アーサー・シュレジンガー著『ケネディ―栄光と苦悩の一千日』（河出書房）
ジョン・F・ケネディの伝記
- 1967年　ジャスティン・カプラン著 Mr. Clemens and Mark Twain
作家マーク・トウェインの伝記
- 1968年　ジョージ・ケナン著『ジョージ・F・ケナン回顧録』（読売新聞社）
- 1969年　ベンジャミン・ローレンス・リード著 The Man From New York: John Quinn and His Friends
ポスト印象派のコレクターであったジョン・クインの伝記

### 1970年代
- 1970年　トーマス・ハリー・ウィリアムズ著 Huey Long
アメリカの政治家ヒューイ・ロングの伝記
- 1971年　ローレンス・トンプソン著 Robert Frost: The Years of Triumph
詩人ロバート・フロストの伝記
- 1972年　ジョセフ・P・ラッシュ著 Eleanor and Franklin
エレノア・ルーズベルトとフランクリン・ルーズベルトの伝記
- 1973年　W・A・スワンバーグ著 Luce and His Empire
ライフ誌を発行したヘンリー・ルーチェの伝記
- 1974年　ルイス・シーファー著 O'Neill, Son and Artist
ユージン・オニールの伝記
- 1975年　ロベルト・カロ著 The Power Broker: Robert Moses and the Fall of New York
「マスタービルダー」と呼ばれたロバート・モーゼスの伝記
- 1976年　R・W・B・ルイス著 Edith Wharton: A Biography
作家イーディス・ウォートンの伝記
- 1977年　ジョン・E・マック著 A Prince of Our Disorder: The Life of T E. Lawrence
イギリスの軍人トーマス・エドワード・ロレンスの伝記
- 1978年　ウォルター・ジャクソン・ベイツ著 Samuel Johnson
文学者サミュエル・ジョンソンの伝記
- 1979年　レオナルド・ベイカー著 Days of Sorrow and Pain: Leo Baeck and the Berlin Jews

### 1980年代
- 1980年　エドムンド・モリス著 The Rise of Theodore Roosevelt
セオドア・ルーズベルトの伝記
- 1981年　ロバート・K・マッシー著 Peter the Great: His Life and World
ロシア皇帝ピョートル1世の伝記
- 1982年　ウィリアム・S・マクフィーリー著 Grant: A Biography
第18代アメリカ合衆国大統領ユリシーズ・S・グラントの伝記
- 1983年　ラッセル・ベイカー著 『グローイング・アップ』(中央公論新社)
- 1984年　ルイーズ・R・ハーラン著 Booker T. Washington: The Wizard of Tuskegee, 1901-1915
アメリカ合衆国の教育者ブッカー・T・ワシントンの伝記
- 1985年　ケネス・シルバーマン著 The Life and Times of Cotton Mather
ピューリタンの牧師コットン・マザーの伝記
- 1986年　エリザベス・フランク著 Louise Bogan: A Portrait
アメリカの詩人ルイーズ・ボーガン(en:Louise Bogan)の伝記
- 1987年　デヴィッド・J・ギャロウ著 Bearing the Cross: Martin Luther King Jr. and the Southern Christian Leadership Conference
マーティン・ルーサー・キング・ジュニアの伝記
- 1988年　デヴィッド・ハーバート・ドナルド著 Look Homeward: A Life of Thomas Wolfe
作家トーマス・ウルフの伝記
- 1989年　リチャード・エルマン著 Oscar Wilde
作家オスカー・ワイルドの伝記

### 1990年代
- 1990年　セバスティアン・デ・グラツィア著 『地獄のマキアヴェッリ』（法政大学出版局）
- 1991年　スティーヴン・ネイファー、グレゴリー・ホワイト・スミス著 Jackson Pollock: An American Saga
画家ジャクソン・ポロックの伝記。映画「ポロック 二人だけのアトリエ」の原作
- 1992年　ルイス・B・ブラー著 Fortunate Son: The Autobiography of Lewis B. Puller Jr（自伝）
- 1993年　デヴィッド・マカルー著 Truman
- 1994年　デイヴィッド・レヴェリング・ルイス著 W.E.B. Dubois : Biography of a Race, 1868-1919
公民権運動指導者W・E・B・デュボイスの伝記
- 1995年　ジョーン・D・ヘンドリック著 Harriet Beecher Stowe: A Life
作家ハリエット・ビーチャー・ストーの伝記）
- 1996年　ジャック・マイルズ著『GOD―神の伝記』（青土社）
- 1997年　フランク・マコート著『アンジェラの灰』（新潮社）
- 1998年　キャサリン・グラハム著『キャサリン・グラハム わが人生』（TBSブリタニカ）
- 1999年　A・スコット・バーグ著『リンドバーグ―空から来た男』（角川書店）

### 2000年代
- 2000年　ステイシー・シフ著 Vera, Mrs. Vladimir Nabokov
ヴェラ・ナボコフ（ウラジーミル・ナボコフ夫人）の伝記
- 2001年　デイヴィッド・レヴェリング・ルイス著 W.E.B. Du Bois: The Fight for Equality and The American Century, 1919-1963
W・E・B・デュボイスの伝記
- 2002年　デヴィッド・マカルー著 John Adams
ジョン・アダムス（第2代アメリカ大統領）の伝記
- 2003年　ロバート・カロ著 Master of the Senate: The Years of Lyndon Johnson
リンドン・ジョンソン（上院議員時代、のち36代大統領）の伝記
- 2004年　ウィリアム・トーブマン著 Khrushchev: The Man and His Era
ソ連の政治家ニキータ・フルシチョフの伝記
- 2005年　マーク・スティーヴンス、アナリン・スワン著 De Kooning: An American Master
オランダ生まれの画家ウィレム・デ・クーニングの伝記
- 2006年　カイ・バード、マーティン・シャーウィン著 『オッペンハイマー 「原爆の父」と呼ばれた男の栄光と悲劇』（PHP研究所）
- 2007年　Debby Applegate著 The Most Famous Man in America
アメリカ合衆国の作家・牧師ヘンリー・ビーチャーの伝記
- 2008年　John Matteson著 Eden's Outcasts: The Story of Louisa May Alcott and Her Father
アメリカ合衆国の作家ルイーザ・メイ・オルコットの伝記
- 2009年　Jon Meacham著 American Lion: Andrew Jackson in the White House
アンドリュー・ジャクソン（第7代大統領）の伝記

### 2010年代
- 2010年　T.J. Stiles著 The First Tycoon: The Epic Life of Cornelius Vanderbilt
アメリカの実業家で鉄道王コーネリアス・ヴァンダービルトの伝記
- 2011年　ロン・チャーナウ著 Washington: A Life
ジョージ・ワシントンの伝記
- 2012年　ジョン・ルイス・ギャディス John Lewis Gaddis著 George F. Kennan: An American Life
アメリカの外交官、歴史学者ジョージ・ケナンの伝記
- 2013年  Tom Reiss著 The Black Count: Glory, Revolution, Betrayal, and the Real Count of Monte Cristo
フランスの軍人トマ＝アレクサンドル・デュマの伝記
- 2014年　Megan Marshall著 Margaret Fuller: A New American Life
マーガレット・フラーの伝記
- 2015年　David Kertzer著 The Pope and Mussolini
ローマ教皇ピウス11世の伝記
- 2016年　William Finnegan著 Barbarian Days: A Surfing Life - 自伝
- 2017年　Hisham Matar著 The Return: Fathers, Sons and the Land in Between - 一族の回想録
- 2018年　Caroline Fraser著 Prairie Fires: The American Dreams of Laura Ingalls Wilder
アメリカの作家ローラ・インガルス・ワイルダーの伝記
- 2019年　Jeffrey C. Stewart著 The New Negro: The Life of Alain Locke
Alain LeRoy Lockeの伝記

### 2020年代
- 2020年　Benjamin Moser著 Sontag: Her Life and Work
スーザン・ソンタグの伝記
- 2021年　Les Payne and Tamara Payne 著 The Dead Are Arising: The Life of Malcolm X
マルコム・Xの伝記
- 2022年　Winfred Rembert and Erin I. Kelly 著　Chasing Me to My Grave: An Artist's Memoir of the Jim Crow South
- 2023年　Beverly Gage著　G-Man: J. Edgar Hoover and the Making of the American Century
ジョン・エドガー・フーヴァーの伝記